# James Jackson
James Jackson, detto Jimmy (Cambuslang, 15 settembre 1875 – ...), è stato un calciatore scozzese, di ruolo difensore o centrocampista.
Militò nelle file di Rangers, Newcastle United, Woolwich Arsenal, Leyton, West Ham United, Greenock Morton.

## Carriera
Jackson nacque a Cambuslang, nel Lanarkshire, in Scozia, ma la sua famiglia emigrò in Australia quando lui aveva solo due anni. Jackson crebbe in Australia, prima di tornare in Scozia nel 1893, all'età di 18 anni. Cominciò a giocare nelle giovanili del Newton Thistle, prima di firmare per i Rangers nel 1894, rimanendo comunque una riserva.
Nell'agosto 1897 venne ceduto al Newcastle United, squadra inglese per cui Jackson giocò due anni, raggiungendo la promozione in First Division nel 1897-1898. Nel 1899 si trasferì al Woolwich Arsenal. Fece il suo debutto il 2 settembre 1899 contro il Leicester Fosse; nelle successive sei stagioni fu membro titolare della squadra, ricoprendo alternativamente i ruoli di terzino sinistro e di mezzala sinistra. Nei sei anni ai Gunners arrivarono la storica promozione in First Division, e, per Jackson, la fascia di capitano nella stagione 1904-1905. In totale giocò 204 partite per l'Arsenal, segnando una rete.
Jackson lasciò l'Arsenal nel 1905 per assumere la carica di giocatore-allenatore al Leyton (squadra neopromossa in Southern League). Tuttavia rimase molto poco e nello stesso anno firmò per il West Ham United, prima di tornare ai Rangers, suo vecchio club, nel 1906. Si ritirò dal calcio giocato per intraprendere l'attività di fabbro, pur tornando a giocare per un breve periodo (nel 1911) al Morton.
Due dei figli di Jimmy Jackson diventarono calciatori; il più grande, James, prese parte ad oltre 200 gare con la maglia del Liverpool, ricevendo in seguito l'Ordine e diventando prete; il più giovane, Archie, vestì le divise di Sunderland e Tranmere Rovers.

## Palmarès

### Club

#### Competizioni nazionali
- Coppa di Scozia: 1

Rangers: 1896-1897